# Bovey Tracey
Bovey Tracey è un paese di 6.929 abitanti della contea del Devon, in Inghilterra.